# Оппенгеймер, Самуил
Самуил Оппенгеймер (Самуэль Оппенхеймер; Шмуэль Оппенхеймер; Samuel Oppenheimer, 21 июня 1630, Гейдельберг — 3 мая 1703, Вена) — банкир, политический деятель, библиофил, и единственный человек, известный в историографии под именованием «Иудейский император».

## Родословие
В середине XIV века, фарисеи, в лице предков Шмуэля Оппенхеймера (Самуила Оппенгеймера), спасаясь от чумы отправились из Италии на территорию проживания немецкоязычных народов. Финансовое же благосостояние этой семьи, позволило её членам оказаться при Пражском дворе, где они, через Иоганна фон Неймаркта (Johannes von Neumarkt: около 1310—1380 гг), распространили идеи итальянского «гуманизма», и где они обрели фамилию «Хеймер» («Домочадец»), этимологически восходящую к немецкоязычному слову «heime» («домовладение»).
В тот же период, клан Хеймеров стал расселяться по территориям немецкоязычных племён. Часть этого клана обосновалась неподалёку от Праги, а именно на территории общины Пирк, и стала именоваться Хеймерами из Пирка — Пиркхеймерами, а другая часть этого клана, обосновалась на территории общины Оппен, и стала именоваться Хеймерами из Оппена — Оппенхеймерами.
Первыми же на исторической арене проявили себя Хеймеры из Пирка, сумевшие заключить брачный союз с известным патрицианским родом Ритер фон Корнбург из Нюрнберга, что явилось причиной появления представителей рода Пиркхеймеров в правящих кругах города Нюрнберга, находящегося на середине прямой между общинами Пирк и Оппен.
Наиболее известным представителем рода Пиркхеймеров, является последний представитель этого рода — Виллибальд Пиркхеймер (Виллибальд Пиркгеймер; Willibald Pirckheimer: 1470—1530 гг), благодаря деятельности которого стала зарождаться немецкая нация, и политическое влияние которого, подкрепляемое его же финансовым благосостоянием, перешло к представителям рода Хеймеров из Оппена — к Оппенхеймерам, которые в полной мере сумели воспользоваться влиянием своих сородичей из Пирка лишь при Шмуэле Оппенхеймере, который родился в 1630 году.

## Жизнедеятельность
Благодаря своим талантам, а также благодаря политическому влиянию и финансовому благосостоянию своей семьи, Шмуэль Оппенхеймер стал на непродолжительное время по сути властителем «Священной Римской империи», официально числясь при этом лишь доверенным лицом безразличного к политике императора Леопольда I (император «Священной Римской империи» в 1658—1705 гг). И, если благодаря деятельности Виллибальда Пиркхеймера немецкая нация стала зарождаться, то благодаря деятельности Шмуэля Оппенхеймера и его сына Иммануила (Иммануэль; Immanuil: умер в 1721 году), немецкая нация, с её национальной культурой, была окончательно сформирована — чему поспособствовал опубликованный в 1686 году, не без содействия Оппенхеймеров, латинско-немецкий словарь Андреаса Рейера (Andreas Reyher: 1601—1673 гг), с момента публикации которого начался процесс развития окончательно сформированного национального немецкого языка, без которого невозможно было бы сформировать национальное самосознание.
Что же касается широко известных фактов о жизни Шмуэля Оппенхеймера, то они затрагивают его коммерческую деятельность, а также его деятельность направленную на развитие еврейской культуры. И, если деятельность направленная на развитие еврейской культуры заставила немецкоязычное общество одарить Шмуэля Оппенхеймера именованием «Иудейский император», то его коммерческая деятельность, заставила обозначенное общество проникнуться ненавистью к семейству Шмуэля Оппенхеймера, часть имущества которого была разграблена между 1698—1702 гг, а часть продана около 1763 года с аукциона, устроенного в пользу государственной казны.